# Kingpin (film)
Kingpin is een Amerikaanse film uit 1996 geregisseerd door Bobby en Peter Farrelly . Het is hun tweede film na Dumb and Dumber. De hoofdrollen worden vertolkt door Woody Harrelson en Randy Quaid.

## Verhaal
Roy Munson wordt amateurbowlingkampioen van de staat Iowa (Verenigde Staten) in 1979. Nadat hij de titel heeft gewonnen, verliest hij zijn hand in een ongeluk en moet zo zijn carrière onderbreken. Met een handprothese verkoopt hij bowlingartikelen. Hij ontmoet een jonge amish die een geboren talent heeft voor bowling en hij probeert hem te overtuigen professioneel te bowlen om zo veel geld te kunnen verdienen.

## Rolverdeling
| Acteur                 | Personage             |
| ---------------------- | --------------------- |
| Woody Harrelson        | Roy Munson            |
| Randy Quaid            | Ishmael Boorg         |
| Vanessa Angel          | Claudia               |
| Bill Murray            | Ernie McCracken       |
| Chris Elliott          | The Gambler           |
| William Jordan         | Mr. Boorg             |
| Richard Tyson          | Eigenaar van Stiffy's |
| Lin Shaye              | Roy's Landlady        |
| Zen Gesner             | Thomas Boorg          |
| Prudence Wright Holmes | Mevr. Boorg           |